# 混合式自動重送請求
混合式自動重送請求（英語：Hybrid Automatic Repeat reQuest，简称hybrid ARQ或HARQ）是一種結合前向错误更正（FEC）與自动重传请求（ARQ）方法的技術，透過ACK／NACK決定是否要重送。
HARQ是ARQ的改進，只是在ARQ系统中引入FEC子系统。FEC可用来纠正经常出现的错误图样以减少重传的次数。HARQ應用於HSDPA與HSUPA系統上。
HARQ的重傳基於ACK/NACK，HARQ的ACK/NACK回報，是以1位元的信號（signaling）來做快速且頻繁地回報，而不是過去ARQ以封包的方式（如 Status Report）回傳。在下行鏈路（Downlink）上支援非同步的重傳（Asynchronous Retransmissions），上行鏈路（Uplink）上支援同步的重傳（Synchronous Retransmissions）。

## 型式
HSDPA技術中主要是采用三種遞增冗餘的HARQ機制：TYPE-I HARQ、TYPE-II HARQ和TYPE-III HARQ。
TYPE-I HARQ又叫传统ARQ，是最基本的功能。传统ARQ使用了循环冗余校验（CRC）並用FEC进行编码。接收机一旦發現数据包在接收时不能正确解码即行丢弃，并在上行信道中要求重传。发送端在收到重传请求后，重新发送编码的数据包。由于反馈速度较慢，效率不高，會影响QoS。
TYPE II HARQ是增加冗餘（IR）的ARQ机制，接收错误的数据包不会被丢弃，而重传資料通常与第一次传输不一样，前後兩種数据包會進行併整，形成纠错能力更强的前向纠错码。IR可再分两类：部分IR（H-ARQ-type-III）、全IR（H-ARQ-type-II），其中全IR每次传输不能自译码。
Type-Ⅲ HARQ又叫部分冗餘HARQ，結合了Type-I HARQ 和Type-Ⅱ HARQ的優點，同Type-II接收错误的数据包不会被丢弃。每次重传都可自译码，無須再合并以前的传输資料。

## 实现机制
HARQ的可行性部分受限于发送端和接收端对分组的缓冲能力，因此选择合适的HARQ协议很重要。三种标准的HARQ协议为停等协议（Stop-and-Wait，SAW）、回退N步协议（Go-Back-N，GBN）和选择性重传协议（Selective-Repeat，SR）。

### 停等协议
发送端每发送一个数据分组包就暂时停下来，等待接收端的确认信息。当数据包到达接收端时，对其进行检错，若接收正确，返回确认（ACK）信号，错误则返回不确认（NACK）信号。当发端收到ACK信号，就发送新的数据，否则重新发送上次传输的数据包。而在等待确认信息期间，信道是空闲的，不发送任何数据。这种方法由于收发双方在同一时间内仅对同一个数据包进行操作，因此实现起来比较简单，相应的信令开销小，收端的缓存容量要求低。但是由于在等待确认信号的过程中不发送数据，导致太多资源被浪费，尤其是当信道传输时延很大时。因此，停等协议造成通信信道的利用率不高，系统的吞吐量较低。

### 后退N步协议
在采用后退N步HARQ协议的传输系统中，发送端发送完一个数据分组后，并不停下来等待确认信息，而是连续发送若干个数据分组信息。接收端将每个数据包相应的ACK或 NACK信息反馈回发送端，同时发送回的还有数据包分组号。当接收到一个NACK信号时，发送端就重新发送包括错误数据的N个数据包。接收端只需按序接收数据包，在接收到错误数据包后即使又接收到正确的数据包后还是必须将正确的数据包丢弃，并重新发送确认信息。

### 选择重发协议
基于窗口的SR是一种被许多系统采用的HARQ协议，包括RLCR99（也称R3版本，是3GPP目前最成熟、最稳定的版本）。为了进一步提高信道的利用率，选择重发协议只重传出现差错的数据包，但是此时收端不再按序接收数据分组信息，那么在收端则需要相当容量的缓存空间来存储已经成功译码但还没能按序输出的分组。同时收端在组合数据包前必须知道序列号，因此，序列号要和数据分别编码，而且序列号需要更可靠的编码以克服任何时候出现在数据里的错误，这样就增加了对信令的要求。

## 應用
3GPP LTE重傳機制提供ARQ和HARQ兩層的重傳機制，在演進型Node B（E-Node B）中，上下行共享通道（Uplink/Downlink Shared Channel）都支援HARQ。LG建議LTE採用如Local NACK 2的互動機制。

## 優缺點
HARQ的優點是可以由前一個失敗的嘗試中存下有用的資訊，以提供之後的解碼使用。HARQ在较差的信号条件下的性能优于传统ARQ，但是以在良好信号条件下显著降低吞吐量为代价的。